# Club Deportivo Ferrobádminton
El Club Deportivo Ferrobádminton fue un club de fútbol de Chile, con sede en la ciudad de Santiago. Fue fundado el 23 de febrero de 1950 producto de la fusión de los clubes Unión Ferroviario y Badminton, y durante su existencia participó en varias temporadas de la Primera División, y en Segunda División. En esta última categoría se encontraba cuando fue disuelto, el 8 de enero de 1969, luego de que los dirigentes de Badminton decidieran deshacer la fusión y trasladarse a la ciudad de Curicó.
Jugaba como local en el Estadio San Eugenio, recinto que era propiedad de la Empresa de los Ferrocarriles del Estado, y tomó los colores que lo identificaban del Badminton, el amarillo y el negro.

## Historia
En 1949, Badminton terminó como colista absoluto en el campeonato nacional y, como tal, debía descender para dar su cupo a Ferroviarios, campeón de la División de Honor Amateur (DIVHA). No obstante, los dirigentes de Badminton rechazaron terminantemente abandonar el profesionalismo. Argumentaban que, según una ley no escrita, los fundadores de la Primera División debían ser últimos tres veces antes de descender definitivamente al fútbol amateur. Tal regla había servido para que, en 1948, Santiago National perdiera su lugar en la máxima categoría y cayera a la DIVHA. Por su lado, Ferroviarios, exigía el ascenso que había ganado en cancha. 
Como conclusión al problema, la Asociación Central de Fútbol (ACF), ideó una solución salomónica: la unión de ambas instituciones. Así, el 23 de febrero de 1950, como producto de la fusión entre Ferroviarios y Badminton, nació Ferrobádminton. El equipo mantuvo los colores aurinegros del Rodillo, ya que Ferroviarios jugaba de azul, y pronto se instaló en el estadio de la EFE.

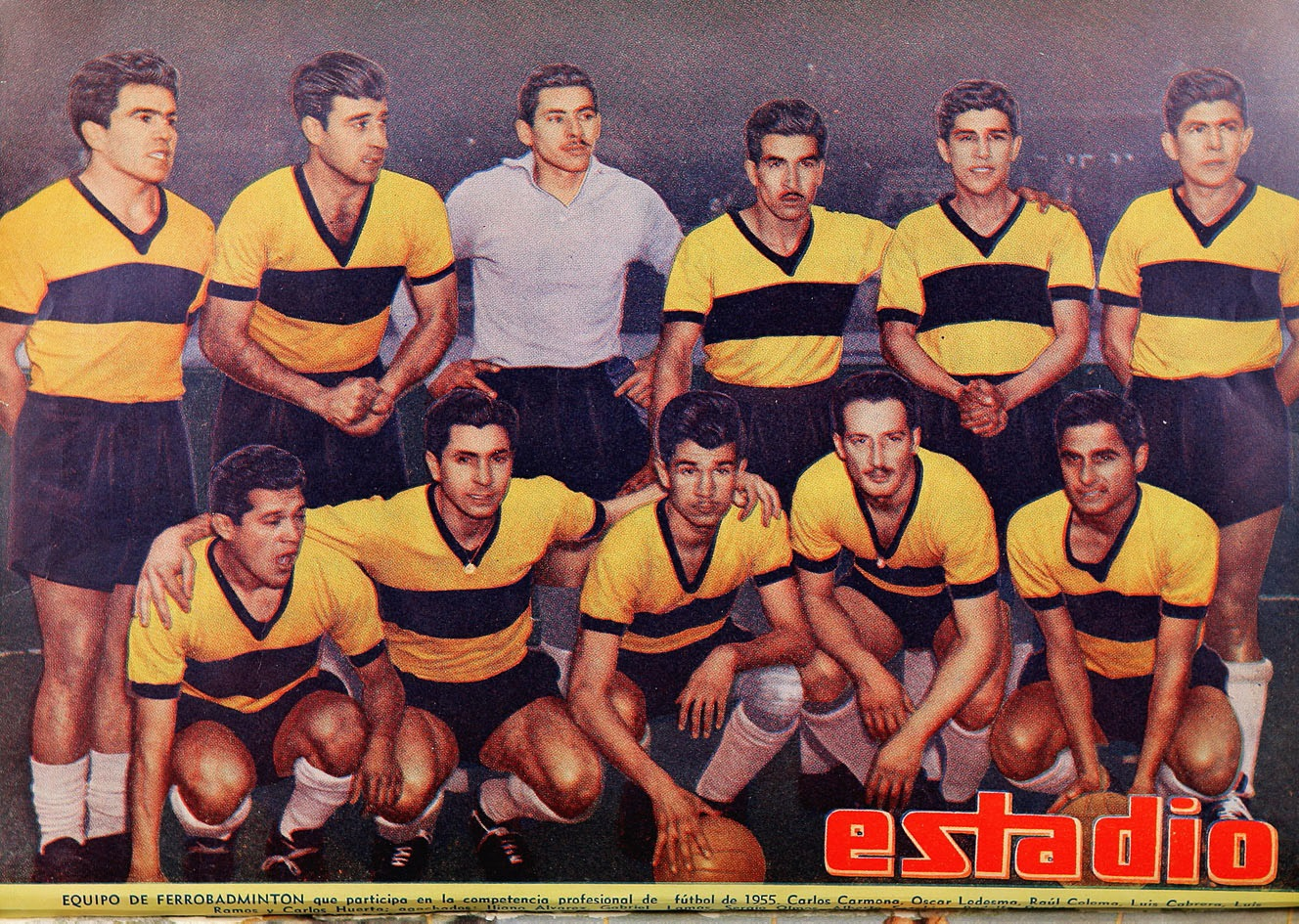
Equipo de Ferrobádminton que participó en el campeonato nacional de 1955 de la Primera División de Chile.

En 1951, Ferrobádminton terminó como colista en el torneo nacional, pero se salvó del descenso gracias a la norma citada anteriormente. En el campeonato siguiente terminó tercero, su mejor campaña histórica en el fútbol profesional. En los siguientes dos años, el club siguió cumpliendo buenas campañas, ubicándose séptimo en el torneo nacional de 1953 y cuarto en el de 1954. Luego, en los campeonatos de 1955 (en el que mandó por primera vez en la historia a Universidad Católica a Segunda División) y de 1956, Ferrobádminton realizó negativas campañas, terminando en ambos torneos antepenúltimo, a sólo dos puntos del descenso. No obstante, hacia fines de la década de 1950, el equipo logró obtener mejores resultados, alcanzando el séptimo puesto en 1958 y el quinto en 1959. Durante ese período, además, la institución destacó por contar con varias ramas deportivas, entre las que se contaban el hockey, el atletismo y la natación, así como por su gran masa societaria, con alrededor de 14.000 afiliados en 1959.
En la década de 1960, la irregularidad de sus resultados llevó a Ferrobádminton al descenso a Segunda División en el torneo nacional de 1964. A pesar de eso, el club se repuso y se proclamó campeón de la edición de 1965 de la Segunda División de Chile, lo que le valió el ascenso a Primera División. No obstante, el campeonato de 1966 significó su última participación en la máxima categoría del fútbol chileno, ya que volvió a terminar colista y nuevamente descendió a Segunda División.
Finalmente, Ferrobádminton desapareció el 8 de enero de 1969, luego de que los dirigentes de Badminton —que nunca se sintieron demasiado cómodos junto a los dirigentes de Ferroviarios— decidieran deshacer la fusión y trasladarse a la ciudad de Curicó, refundándose como Badminton de Curicó, el 20 de enero de 1970. Por su parte, Ferro recuperó su nombre completo y se mantuvo en Estación Central hasta 2012, cuando tuvo que trasladarse a Pudahuel debido a la demolición del Estadio Ferroviario Hugo Arqueros Rodríguez (ex Estadio San Eugenio) en noviembre de ese año.

## Uniforme
| 1950-51 | 1952-53 | 1954-56 | 1957 | 1958 | 1959 | 1960 | 1961-62 | 1963-64 |

| 1965 | 1966 |

## Datos del club
- Temporadas en Primera División: 16 (1950-1964, 1966).
- Temporadas en Segunda División: 3 (1965, 1967-1968).
- Mayor goleada conseguida:
  - En campeonatos nacionales: 6-1 a Santiago Morning, el 21 de noviembre de 1954.
- Mayor goleada recibida: .
  - En campeonatos nacionales: 3-9 de Palestino, el 1 de noviembre de 1955.
- Mejor puesto en Primera División: 3º (1952).
- Peor puesto en Primera División: 18º (1964 y 1966).

## Palmarés

### Torneos nacionales
- Segunda División de Chile (1): 1965